# Miss Mundo 1998

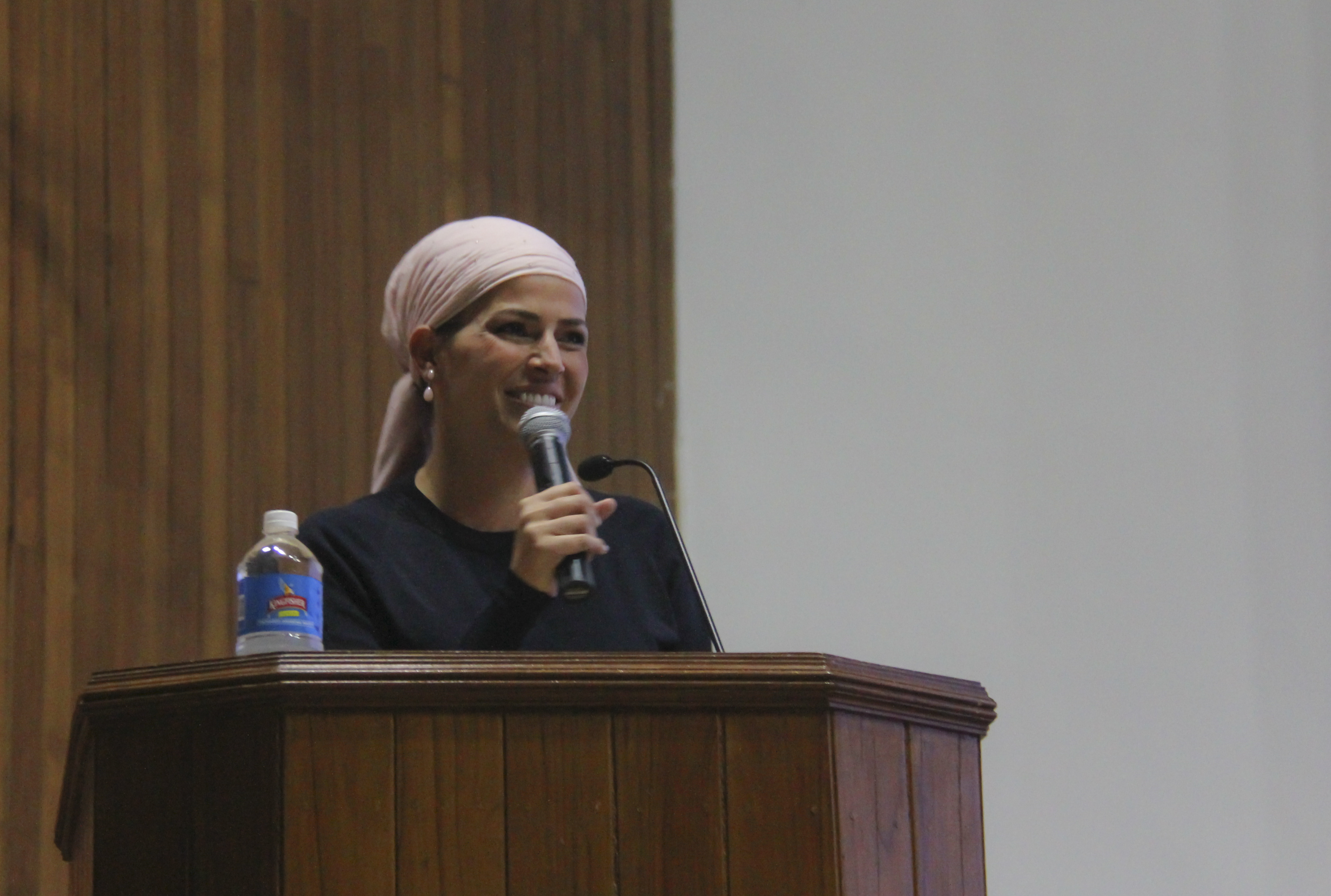
Miss Israel, Linor Abargil, vencedora do concurso entre 86 delegações

O 48º Concurso Miss Mundo aconteceu em Make Islands, Seychelles. Participaram 86 delegações e a vencedora foi a Miss Israel Linor Abargil.